# 청상아리

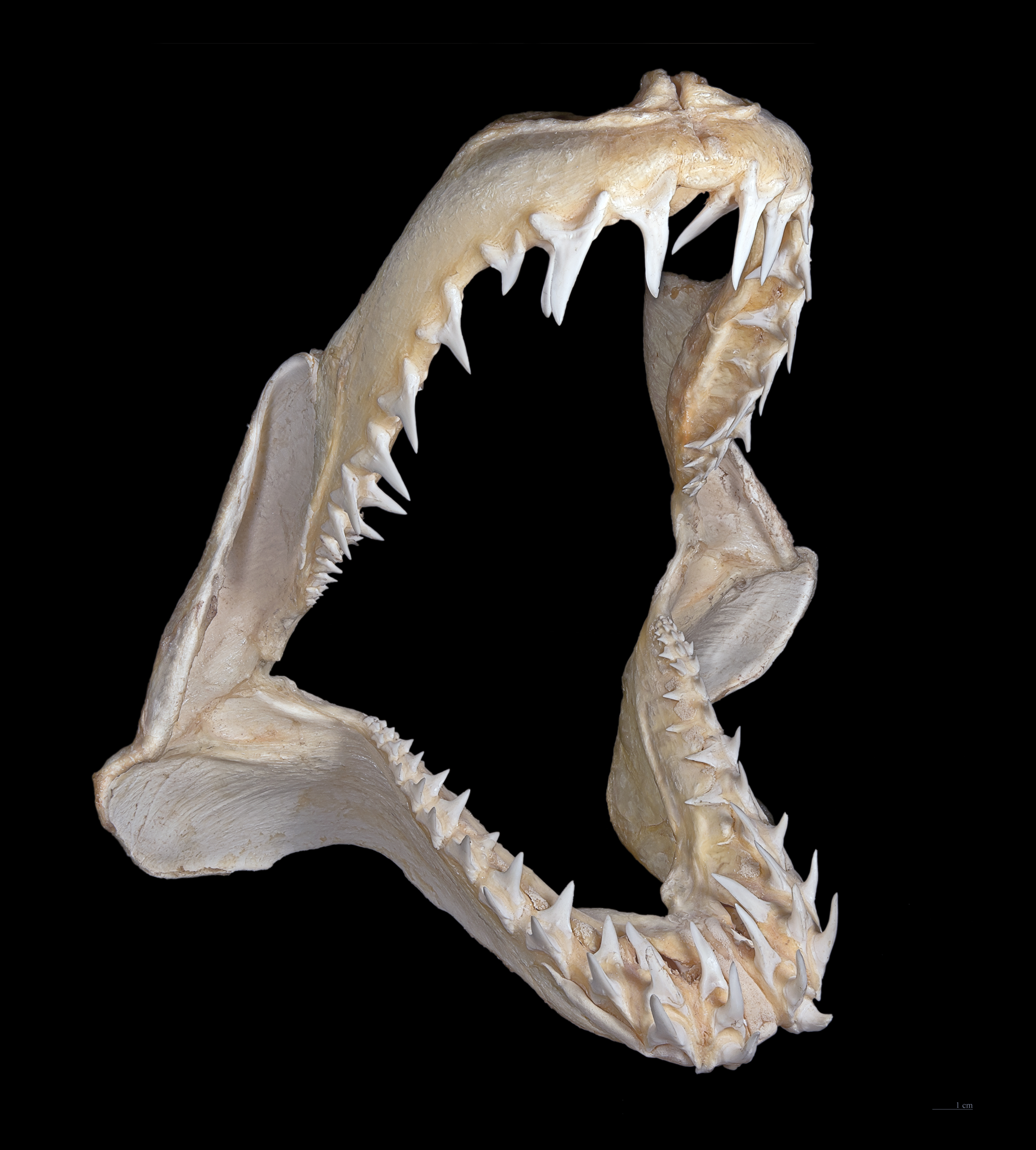
Isurus oxyrinchus

청상아리(영어: mako shark, 학명: Isurus oxyrinchus 이수루스 옥시린쿠스[*])는 빠르고 힘이 센 상어로 유명하다.
시속 70km이상 까지도 헤엄칠 수 있다. 길이는 약 2.4~4.8m 에 다다른다. 최대 몸길이는 5m까지 넘는 개체들이 발견되며, 최대 몸무게는 600kg에 다다른다고 한다. 역류 열교환 시스템을 갖추어 주변 수온보다 5~7도 정도 높은 체온을 유지할 수 있다. 대중매체에서는 원피스에 등장하는 마담 셜리가 청상아리를 기반으로 한 인어로 등장한다. 니모를 찾아서에서는 첨이라는 청상아리가 등장한다.
1. ↑  Rigby, C.L.; Barreto, R.; Carlson, J.; Fernando, D.; Fordham, S.; Francis, M.P.; Jabado, R.W.; Liu, K.M.; Marshall, A.; Pacoureau, N.; Romanov, E.; Sherley, R.B.; Winker, H. (2019). “Isurus oxyrinchus”. 《IUCN 적색 목록》 (IUCN) 2019: e.T39341A2903170. doi:10.2305/IUCN.UK.2019-1.RLTS.T39341A2903170.en. 2021년 11월 19일에 확인함.